# Philipp von Katzenelnbogen (Bischof)
Philipp von Katzenelnbogen († 1173) war von 1141 bis 1173 Bischof von Osnabrück.
Er stammte aus dem Hause Katzenelnbogen. Seine Eltern waren Heinrich I. von Katzenelnbogen und Luidgard von Heimbach (die später noch Hermann von Stahleck heiratete). Er war der Bruder von Heinrich II. von Katzenelnbogen. Zugleich war er der Onkel von Diether von Katzenelnbogen, welcher Propst des Andreasstifts und Kanzler von Heinrich VI. war. Philipp war kaisertreu. 1144 war er an der Zerstörung der Holter Burg beteiligt. Er gilt als Gründer des Nonnenklosters Quernheim. Am 2. Oktober 1165 weihte er Rainald von Dassel zum Bischof.